# New York Giants
New York Giants – zawodowy zespół futbolu amerykańskiego z siedzibą w East Rutherford (stan New Jersey), rozgrywający swoje mecze na stadionie MetLife Stadium. Drużyna występuje w Dywizji Wschodniej konferencji NFC ligi NFL. Są ośmiokrotnymi mistrzami NFL: cztery razy przed erą Super Bowl w latach 1927, 1934, 1938 oraz 1956 i cztery razy od powstania Super Bowlu w latach 1987, 1991, 2008 oraz 2012.
Mistrz ligi NFL w sezonie 2008 po pokonaniu New England Patriots 17:14 w finale Super Bowl XLII 3 lutego 2008 roku oraz Mistrz Ligi NFL w sezonie 2012 po ponownym zwycięstwie nad New England Patriots 21:17 w finale Super Bowl XLVI 5 lutego 2012 roku.
Zawodnicy polskiego pochodzenia w Giants: Ed Danowski (1934-1941), Dick Modzelewski (1956-1963, także koordynator defensywy 1978), Brian Kozlowski (1993–1996), Henry Hynoski (2011–2015).

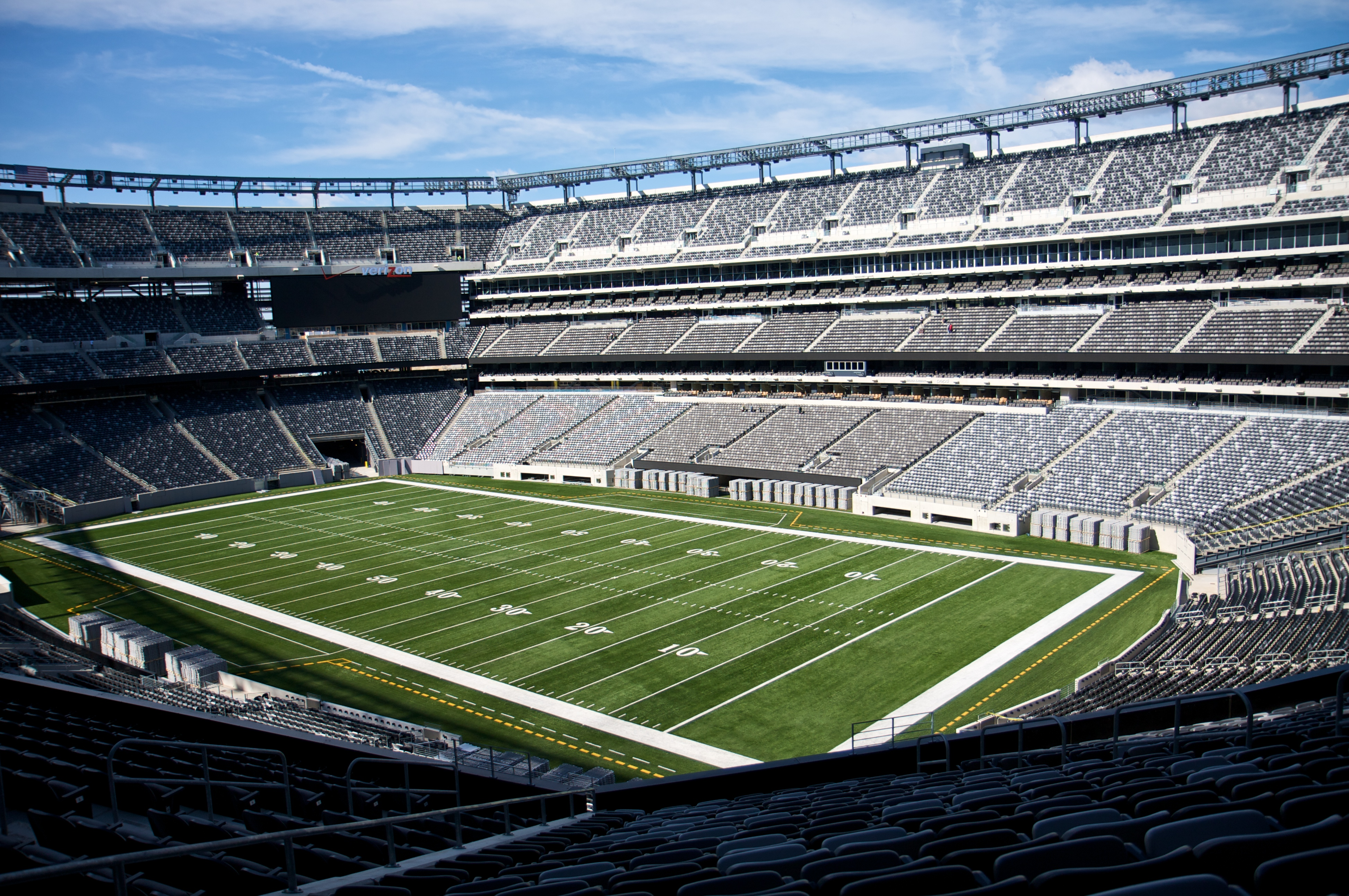
MetLife Stadium

Ich trenerem jest od 22 stycznia 2018 Pat Shurmur, a rozgrywającym Eli Manning, młodszy brat Peytona Manninga.